# Ябанджиев, Рачко
Рачко Георгиев Ябанджиев (болг. Рачко Ябанджиев; 29 мая 1920, Стражица, Третье Болгарское царство — 26 марта 2004, София, НРБ) — болгарский актёр театра, кино, телевидения. Народный артист НРБ (1970). Лауреат Димитровской премии (1971).

## Биография
Участник Второй мировой войны (1944—1945). В 1946 году по окончании Театральной школы в Софии, был принят в труппу Народного театра им. Вазова (София). Ученик Георгия Стаматова.
Снимался в кино и телевидении, выступал на радио.

## Избранные роли
- Яго («Отелло» Шекспира),
- Васька Окорок («Бронепоезд 14-69» Вс. Иванова),
- Моска («Вольпоне» Б. Джонсона),
- Олег Кошевой («Молодая гвардия» А. Фадеева),
- Срета («Депутат» В. Нушича),
- Шубин («Накануне» по И. Тургеневу),
- Рад Лупу («К пропасти» И. Вазова),
- Кандов («Под игом» И. Вазова),
- Буланов («Лес» А. Островского)
- Владимир Ленин («Третья патетическая» Н. Погодина) и др.

## Избранная фильмография
- 1952 — Под игом — Панайот Волов
- 1960 — Лукавый Пётр — Хитрый Петр
- 1967 — В погоне за дьяволом (ТВ сериал) — следователь
- 1974 — Синяя лампа
- 1974 — Селкор — Коста Деянов
- 1976 — Повесть о двух солдатах
- 1976 — Солдаты свободы — Владо Георгиев
- 1978 — Путь к Софии (ТВ сериал) — Задгорский, отец Неды

## Награды и звания
- Заслуженный артист Болгарии (1963)
- Народный артист Болгарии (1970)
- Димитровская премия (1971)
- Орден «Георгий Жуков»[1].